# Jo Dunkley
Jo Dunkley   (1979) (OBE) és una astrofísica britànica i professora de física a la Universitat de Princeton.
Treballa sobre l'origen de l'Univers i el fons còsmic de microones (CMB) mitjançant el Telescopi Cosmològic d'Atacama, l'Observatori Simons i el Gran Telescopi de Sondeigs Sinòptics (LSST).

## Educació
Dunkley es va formar a la North London Collegiate School i a la Universitat de Cambridge, on es va graduar el 2001 amb un màster en ciències (MSci) en Ciències Naturals (física teòrica). Va ser estudiant de grau al Trinity Hall, Cambridge. Es va traslladar a Oxford per fer estudis de postgrau on va obtenir el títol de Philosophiæ doctor per la Universitat d'Oxford l'any 2005 per la investigació supervisada per Pedro G. Ferreira on va ser estudiant de postgrau del Magdalen College d'Oxford.

## Investigació i carrera professional
La seva recerca és en cosmologia, estudiant la cronologia de l'Univers mitjançant el Telescopi Cosmològic d'Atacama, l'Observatori Simons i el Large Synoptic Survey Telescope (LSST).
Després del seu doctorat en Filosofia, es va incorporar a la Universitat de Princeton com a investigadora postdoctoral el 2006, treballant amb David Spergel i Lyman Page a la Wilkinson Microwave Anisotropy Probe (WMAP) de la NASA. En una entrevista a Princeton el 2017, Spergel va dir que ràpidament «va fer grans contribucions a l'anàlisi que va conduir al desenvolupament del que ara pensem com el model estàndard de cosmologia». Poc després va començar a treballar amb el satèl·lit Planck de l'Agència Espacial Europea (ESA), que va produir una visió de major resolució del fons còsmic de microones (CMB) en comparació amb WMAP.
Dunkley es va traslladar a Oxford el 2007 i va ser ascendida a professora d'astrofísica el 2014. Dunkley va dirigir l'anàlisi per al Telescopi Cosmològic d'Atacama a Xile, utilitzant lents gravitacionals per identificar la matèria fosca. A Oxford, el seu treball incloïa limitacions sobre el nombre de possibles espècies de neutrins al món. Les imatges del fons còsmic de microones, publicades el 2013, mostraven l'Univers amb una edat de només 400.000 anys. La seva recerca combina la física teòrica amb l'anàlisi estadística i utilitza els seus models per entendre l'Univers a partir d'observacions cosmològiques. A més d'estimar quant pesa l'Univers, Dunkley pot identificar les proporcions d'energia fosca i matèria fosca.Va utilitzar lents gravitacionals dins del fons còsmic de microones com a prova de l'energia fosca dins de l'Univers, seleccionada per Physics Today com a punt destacat del 2011.
Dunkley es va tornar a incorporar a la Universitat de Princeton el 2016. La seva nova investigació, utilitzant l'Observatori Simons, busca «nova física, complexitats i partícules addicionals que podrien haver existit quan l'Univers era molt jove».
El 2017, va ser guardonada amb el Premi Breakthrough Prize per a física junt amb 22 membres de l'equip científic WMAP de la NASA.

### Compromís públic
Dunkley ha donat nombroses conferències i seminaris públics. Ha fet aparicions als programes de ciència Stargazing Live i Dara Ó Briain's Science Club de la BBC. És mencionada a I Am Because You Are: An anthology of stories celebrating the centenary of the General Theory of Relativity de Pippa Goldschmidt. El 2019 es va publicar el seu primer llibre, Our Universe: An Astronomer's Guide. Va impartir una sèrie de tallers i xerrades per als estudiants per donar a conèixer les contribucions de les dones a l'astronomia com de la promoció del seu llibre.

### Premis i honors
Dunkley ha guanyat diversos premis i honors, que inclouen:
- 2007 – Premi al Assoliment del Grup de la NASA, compartit amb l'equip WMAP.[24]
- 2010 – Beca d'inici del Consell Europeu d'Investigació (ERC).[25]
- 2012 – Premi Gruber en Cosmologia, compartit amb l'equip WMAP.[26]
- 2013 – Medalla i Premi Maxwell.[10]
- 2014 - Premi Fowler per la Royal Astronomical Society (RAS).[27]
- 2015 - Premi al mèrit d'investigació Wolfson de la Royal Society.[28]
- 2015 – Premi Philip Leverhulme pel Leverhulme Trust.[29]
- 2016 - Premi Rosalind Franklin i Conferència.[30]
- 2017 - Premi Breakthrough en Física Fonamental[31] compartit amb 22 membres de l'equip científic WMAP de la NASA.
- 2019 - Nomenada Ordre de l'Imperi Britànic (OBE) als Honors d'Any Nou 2019 pels serveis a la ciència.[32]
- 2020 – Premi Nous Horitzons en Física.[33]

## Vida personal
Dunkley té dos fills amb la seva parella, l'historiador Faramerz Dabhoiwala.